# 薛文遇
薛 文遇（せつ ぶんぐう、生没年不詳）は、五代十国時代の官僚。

## 概要
後唐の隴州防禦使の相里金の下で判官をつとめた。応順元年（934年）、後唐の明宗の養子の李従珂が閔帝李従厚を討つべく鳳翔で起兵を図り、諸鎮に檄文を飛ばしたが、応じる者もなかった。ひとり隴州の相里金が文遇を派遣してきたので、李従珂は喜んだ。李従珂が洛陽に入って皇帝に即位すると、文遇は職方郎中・枢密院直学士に任じられた。末帝李従珂の政権で、文遇は李専美とともに謀議を主催した。清泰3年（936年）、石敬瑭が洛陽を陥落させると、文遇は逃亡した。
顕徳3年（956年）、後周の第2代皇帝の世宗柴栄は、文遇を冊封使として高麗へ派遣した。文遇は、高麗王光宗を開府儀同三司・検校太師に冊封し、高麗の諸制度を中国の諸制度に倣うように要求した。その際に、文遇に従って高麗に来た双冀は、病によって倒れ、高麗に滞留することになった。光宗は双冀の才能を愛し、遂に擢用し、翰林学士として文柄を掌らしめた。顕徳4年（957年）、双冀の建議によって唐制に倣った科を設け、双冀を知貢挙となした。翌年、双冀の父も使臣に随って来り、佐丞を拝した。